# Gottlob Dill
Gottlob Dill (* 30. August 1885 in Niederstetten; † 30. Januar 1968 in Stuttgart) war ein deutscher Jurist, württembergischer Ministerialbeamter und SS-Oberführer.

## Leben
Gottlob Dill war Sohn des gleichnamigen Apothekers und Kaufmanns (1845–1909) und dessen Ehefrau Cordula Regina Charlotte, geborene Bauer (1846–1899). Er hatte zwei Geschwister, die jedoch schon 1877 an Diphtherie starben. Dill besuchte in seiner Heimatstadt zunächst die Volks- und Realschule, dann ab 1900 die Oberschule in Schwäbisch Hall und schließlich ab dem folgenden Jahr das Dillmann-Realgymnasium in Stuttgart, welches er 1903 mit der Reifeprüfung abschloss. Es folgte sein Militärdienst als Einjährig-Freiwilliger beim 3. Württembergischen Feldartillerie-Regiment Nr. 49, er den Rang eines Leutnants der Reserve erreichte. Ab 1904 absolvierte er ein Jurastudium an den Universitäten Tübingen und Leipzig, das er 1909 mit dem ersten juristischen Examen abschloss. In Tübingen wurde er 1904 Mitglied der Burschenschaft Germania Tübingen. Sein Rechtsreferendariat leistete er an Gerichten in Mergentheim und Stuttgart ab. Nach Bestehen des zweiten juristischen Examens 1912 war er Gerichtsassessor in Ulm. Ab 1913 war er Rechtsanwalt in Calw. Er heiratete 1913 Else, geborene Wiedersheim (1889–1961), das Paar bekam drei Kinder. Von 1914 bis 1918 nahm er am Ersten Weltkrieg teil, mehrfach ausgezeichnet (Eisernes Kreuz I. und II. Klasse sowie Ritterkreuz des Württembergischen Militärverdienstordens) wurde er 1918 bis zum Hauptmann der Reserve befördert.
Nach Kriegsende stand er ab Juni 1919 für ein Jahr der Kriminalabteilung dem Württembergischen Landespolizeiamt vor. Im März 1920 wurde zum Dr. jur. promoviert. Als Regierungsrat war er ab April 1921 Leiter des Amtsgerichts-Gefängnisses Stuttgart-Stadt. Ab April 1923 war er Landrichter, zuletzt ab Oktober 1927 als Landgerichtsrat in Stuttgart.
Im Zuge der Machtübergabe an die Nationalsozialisten wurde Dill im März 1933 stellvertretender Reichskommissar für das Polizeiwesen in Württemberg bzw. stellvertretender Polizeikommissar für Württemberg. Nachdem er zuerst als zum 1. Mai 1933 beigetretenes Mitglied der NSDAP geführt worden war, konnte er nachweisen, dass sein früherer Aufnahmeantrag von 1932 bewusst zurückgestellt wurde, da er als sozusagen getarnter NS-Sympathisant und Nichtmitglied wertvoller war. Entsprechend wurde er dann zum 1. Februar 1932 in die Partei aufgenommen (Mitgliedsnummer 921.743). Noch 1933 wurde er als Ministerialdirektor ranghöchster Beamter im Württembergischen Innenministerium und später Stellvertreter des württembergischen Innenministers Jonathan Schmid. Ab Juli 1933 gehörte er für die Deutschen Christen dem Evangelischen Landeskirchentag und -ausschuss an.
Ein Jahr nach dem Anschluss Österreichs wurde er im April 1939 Amtsleiter des Reichsstatthalters für Österreich in Wien und bekleidete diese Funktion bis August 1939. Im April 1939 trat er in die SS (SS-Nr. 327.310) als SS-Standartenführer ein und wurde wenige Monate später zum SS-Oberführer befördert, dem höchsten Rang, den er in der Allgemeinen SS erreichte.
Nach dem Überfall auf Polen war Dill bis Oktober 1939 Chef der Zivilverwaltung (CdZ) beim Oberkommando der 14. Armee mit Dienstsitz in Krakau, wo er den Verwaltungsaufbau organisierte.
Nach Kriegsende wurde er bis 1947 in den Internierungslagern Stuttgart, Kornwestheim, Darmstadt sowie Ossweil bei Ludwigsburg festgehalten. Nach zwei Spruchkammerverfahren wurde er im September 1949 schließlich als „Minderbelasteter“ entnazifiziert. Ab 1950 erhielt er eine Pension, ab 1957 in Höhe der Bezüge eines Ministerialrats.

## Veröffentlichungen
- Die Kapitalgesellschaft und ihre eigenen Anteile. Dissertation Universität Tübingen 1920.